# レイトン教授と怪人ゴッド
『レイトン教授と怪人ゴッド』（レイトンきょうじゅとかいじんゴッド）は、小学館より2009年12月16日に発売された小説。原案・監修は株式会社レベルファイブ、原作は日野晃博、著者は柳原慧。

## 概要
本作はレイトン教授シリーズのノベル作品第2弾となっている。サイズはB6判で、全319ページ。

## 登場人物
エルシャール・レイトン
本作の主人公。イギリスのロンドンにあるグレッセンヘラーカレッジで考古学を教える教授。
ルーク・トライトン
自称レイトンの弟子。動物と話すことが出来るという特技を持つ。レイトン教授にあこがれている。
レミ・アルタワ
自称レイトンの助手。写真が趣味。格闘技が得意。
クランプ・グロスキー警部
スコットランドヤード所属。
レイシー・ロラン
敏腕の女性捜査官。
クローリー館長
ロンドン博物館の館長。
レスター巡査
若き警察官。
怪人ゴッド
ロンドンを騒がせている仮面の怪盗。

## ナゾ
ナゾ制作は、ゲーム本編のナゾも担当している小野寺紳による。イラストは高村律欧。全14問収録。

## 書誌情報
- 2009年12月21日初版発行（12月16日発売）[1]、ISBN 9784092897243